# Ahmed Dlimi
El general Ahmed Dlimi (àrab: أحمد دليمي, Aḥmad Dlīmī; Zaggota, vora Had Kourt, província de Sidi Kacem, 1931 − Marràqueix, 22 de gener de 1983) va ser un oficial militar d'alt rang marroquí, que arribà a general sota el regnat de Hassan II. Després de la mort del general Mohammed Oufkir en 1972 es va convertir en la mà dreta de Hassan II. Va ser ascendit a general durant la Marxa Verda el 1975, i es va fer càrrec de les Forces Armades Reials del Marroc a la Zona Sud, on els militars estaven lluitant contra el Front Polisario. Ahmed Dlimi era també membre del Consell Militar real i l'encarregat del servei de seguretat de l'Exèrcit a l'estranger. Va morir el gener de 1983, oficialment en un accident de cotxe, tot i que hi ha denúncies que va ser assassinat. Va ser acusat de ser responsable de la mort de Mehdi Ben Barka al novembre de 1965.

## Primers anys
Dlimi provenia d'una família originària de Zaggota, un poble prop de Had Kourt a la regió Chrarda que és administrativament part de la província de Sidi Kacem. El seu pare, Lahcen Dlimi, era un informant de les autoritats colonials franceses i mantingué una posició subalterna en l'agència d'intel·ligència francesa del SDECE. Es va informar que va ser Lahcen Dlimi qui va proporcionar a Mohammed Oufkir un lloc de treball en l'administració colonial a finals de 1940.
Després de la independència del Marroc, es va casar breument la filla del ministre Messaoud Chiguer. Després es casà amb la filla d'un altre ministre, Bousselham. Aquest esdeveniment va obrir les portes dels cercles de poder més alts per Dlimi, que era llavors un simple jove oficial de l'exèrcit. A través del seu pare, Ahmed Dlimi també es va relacionar amb Oufkir. Fatima Chenna, l'esposa d'Oufkir i filla de coronel Chenna, estava emparentada amb Lahcen Dlimi a través de la seva mare.

## Abans de la marxa verda
Ahmed Dlimi va dirigir els serveis de seguretat marroquins i va tenir un paper important com a partidari militar de rei Hassan II durant els anys de plom. Col·laborador del ministre de l'Interior Mohammed Oufkir, va ser acusat de nombroses violacions dels drets humans. Pel que sembla, era connectat amb la "desaparició" el 1965 a París del líder de l'oposició a l'exili Mehdi Ben Barka, líder de l'esquerrana Unió Nacional de Forces Populars (UNFP) i de la Conferència Tricontinental de països no alineats.
D'acord amb la primera investigació judicial, Ahmed Dlimi era a París, juntament amb el general Oufkir, en el moment del segrest de Ben Bark.
L'antic dissident i presoner Ali Bourequat també va acusar directament Dlimi de prendre part en l'assassinat de Ben Barka.
Després de dos intents fallits de cop d'Estat en 1970 i 1972 (en l'últim dels quals hi participà general Oufkir), Dlimi es va encarregar de tasques cada vegada més importants i ascendit al grau de General. Amb el temps va substituir Oufkir com a mà dreta de Hassan II.
Algunes fonts afirmen que ell personalment va executar al seu superior, el general Mohammed Oufkir, sota les ordres del rei, després que Oufkir va ser trobat responsable del cop d'Estat de 1972.

## Després de 1975
Després de la Marxa Verda el 1975, durant el qual el Marroc es va annexionar el Sàhara Occidental el general Dlimi es va convertir en cap de l'Estat Major de la Forces Armades Reials del Marroc en aquest territori. A continuació hagué d'enfrontar-se al Front Polisario, que va iniciar la guerra contra Rabat. El 1980, Dlimi va iniciar la construcció d'un mur, indicant que era per protegir el Sàhara Occidental annexat dels atacs del Polisario.
Ahmed Dlimi es considerava cada vegada més com el principal home fort de l'exèrcit del Marroc. No obstant això, el gener de 1983, va morir en un accident de cotxe just després de reunir-se amb el rei al seu palau de Marràqueix. Tanmateix, hi ha denúncies que va ser assassinat després d'intentar organitzar un cop contra el rei Hassan II, o que el van matar per haver arribat a ser massa poderós i una amenaça per a la monarquia. El corresponsal del diari francès Le Monde fou expulsat del Marroc per expressar dubtes sobre la versió oficial de la mort de Dlimi. La teoria d'assassinat ha estat recolzat pel dissident Ahmed Rami el març de 1983, que es va exiliar a Suècia després del fallit cop de 1972 en el qual hi havia participat. Rami va al·legar que s'havia reunit clandestinament amb Dlimi a Estocolm el desembre de 1982, i que s'estaven preparant un cop contra Hassan II, previst per a juliol de 1983. Dlimi formava part suposadament dels "oficials independents" que tenien la intenció d'enderrocar la monarquia, per tal de posar fi a la corrupció del règim i les violacions de drets humans. El seu objectiu era establir una "República Àrab Democràtica Islàmica del Marroc" i negociar amb el Front Polisario.
Segons Ahmed Rami, alguns oficials militars joves van ser detinguts a mitjans de gener de 1983. El mateix Dlimi també va ser detingut, interrogat i torturat al palau reial, abans de la seva mort que es configura com un accident de cotxe. Es diu que Dlimi havia advocat per una relació més propera amb França per tal de contrarestar la influència dels Estats Units. Rami va escriure que: "el cercle més proper de Hassan, que també compta amb agents secrets estrangers, coneix molt bé les circumstàncies de la mort de Dlimi." Aquesta al·lusió vetllada a la CIA va ser aprofundida per Rami, qui afirmava que la CIA estava investigant Dlimi com a membre secret dels "Oficials independents "; que havien filmat la reunió d'Estocolm entre ells, i que en última instància havien lliurat aquest vídeo a Hassan II. Marroc aleshores era un molt estret aliat dels Estats Units. Hassan II havia enviat tropes a Zaire en 1977 i 1978 per donar suport a la intervenció dels Estats Units, i també va ajudar UNITA a Angola des de mitjans de la dècada de 1970. S'havia acordat la creació d'una estació de la CIA al Marroc, que es va convertir en una de les seves instal·lacions principals a l'Àfrica. Hassan II havia visitat el secretari de defensa dels Estats Units Caspar Weinberger i el secretari d'estat Alexander Haig en 1981, així com el president del Comitè de Relacions Exteriors del Senat i al director adjunt de la CIA.
Després de la mort de Dlimi, uns altres quinze oficials foren arrestats i tres d'ells executats. A ningú se li va permetre veure el cadàver d'Ahmed Dlimi.